# Вибух у Санкт-Петербурзі (2023)
2 квітня 2023 року в Санкт-Петербурзі, в кафе-барі в будинку 25 по Університетській набережній, під час виступу російського військового блогера-пропагандиста Владлена Татарського стався вибух, що спричинив його загибель, а також поранення понад 30 людей, що знаходилися поряд. Повідомляють, вибух стався через саморобний вибуховий пристрій, який Владлену подарувала Трепова Дар'я під виглядом статуетки. Сама Дар'я не постраждала. 

## Хід подій
2 квітня
2 квітня 2023 року о 18 годині 13 хвилин біля будинку на перетині 6-ї лінії Василівського острова та Університетської набережної стався вибух саморобного вибухового пристрою. Момент вибуху влучив у відео. На кадрах видно, що всередині будівлі спочатку з'являється вогняний спалах, після чого ударною хвилею у закладі вибиває шибки у вікнах, також падає фасадне скління.
Внаслідок вибуху загинув Владлен Татарський і, станом на 4 квітня, повідомлялося про 42 поранених, 24 з них госпіталізовано.
До 2022 року на цьому місці працював «Street Food Bar №1», після бар був перейменований на «Патріот», обидва заклади належали Євгену Пригожину. У вихідні тут збиралися учасники руху «Кібер Фронт Z», званого медіа «фабрикою тролів 2.0». Іншим часом, окрім заходу «Кіберфронту», бар не відкривався. 2 квітня було оголошено, що відбудеться вечірній захід під назвою «Є така професія воєнкор» за участю Владлена Татарського.
4 квітня
Суд заарештував Трепову до 2 червня, її підозрюють у вбивстві Татарського. Їй висунуто звинувачення за двома статтями: теракт, скоєний групою осіб та незаконне носіння вибухових пристроїв.

## Розслідування
Слідчий комітет (СК) порушив кримінальну справу за статтею 105 КК РФ (вбивство), а 3 квітня перекваліфікував її на статтю 205 КК РФ (теракт).
За версією ФСБ, вибуховий пристрій було закладено у статуетку (бюст), подаровану Татарському незадовго до вибуху дівчиною, яка, за повідомленнями очевидців, представилася художницею Настею.
3 квітня 2023 року об 11:05, інформагентство РБК з посиланням на СК повідомило про затримання підозрюваної, на ім'я Дар'я Трепова. Чоловік Треповий Дмитро Рилов у розмові з The Insider розповів, що дівчину затримали у квартирі його знайомого Дмитра Касінцева. За словами Рилова, Касінця теж затримано. Офіційно про другого затриманого СК не повідомляв.

### Підозрювана
Трепова Дар'я Євгенівна (нар. 16 лютого 1997) — уродженка Санкт-Петербурга. Один раз була адміністративно арештована на 10 діб за участь в антивоєнній акції. Під час навчання через соцмережі критикувала однокурсників за те, що після лекцій вони включали «пісні путінських співаків, у тому числі Олександра Лісовського». За заявами правоохоронців, була прихильницею фонду боротьби з корупцією.

## Реакція
Національний антитерористичний комітет Росії заявив про те, що плануванням терористичного акту займалися спецслужби України, для цього також було залучено прихильників Фонду боротьби з корупцією (ФБК) Олексія Навального. Триває розслідування щодо обставин.